# Болвашніца (комуна)
Болвашніца (рум. Bolvașnița) — комуна у повіті Караш-Северін в Румунії. До складу комуни входять такі села (дані про населення за 2002 рік):
- Болвашніца (519 осіб) — адміністративний центр комуни
- Вирчорова (1054 особи)

Комуна розташована на відстані 314 км на захід від Бухареста, 33 км на схід від Решиці, 95 км на південний схід від Тімішоари.

## Населення
За даними перепису населення 2002 року в комуні проживали 1573 особи.
Національний склад населення комуни:
| Національність | Кількість осіб | Відсоток |
| -------------- | -------------- | -------- |
| румуни         | 1566           | 99,6%    |
| українці       | 6              | 0,4%     |
| угорці         | 1              | 0,1%     |

Рідною мовою назвали:
| Мова             | Кількість осіб | Відсоток |
| ---------------- | -------------- | -------- |
| румунська        | 1567           | 99,6%    |
| українська       | 4              | 0,3%     |
| угорська         | 1              | 0,1%     |
| єврейська (їдиш) | 1              | 0,1%     |

Склад населення комуни за віросповіданням:
| Релігія            | Кількість осіб | Відсоток |
| ------------------ | -------------- | -------- |
| православні        | 1252           | 79,6%    |
| баптисти           | 269            | 17,1%    |
| п'ятдесятники      | 35             | 2,2%     |
| римо-католики      | 4              | 0,3%     |
| лютерани           | 4              | 0,3%     |
| не релігійні       | 4              | 0,3%     |
| адвентисти         | 1              | 0,1%     |
| не вказали релігію | 4              | 0,3%     |